# Babailana
Babailana era una sacerdotisa o hechicera de los antiguos indígenas filipinos y posteriormente del culto tributado a sus idolillos de madera por los visayos de Filipinas.
Las ceremonias de este culto consisten en inmolar un cerdo a los dioses, matándolo a lanzazos. La babalilana ejecuta el sacrificio y durante él se va enfureciendo hasta quedar poseída de una especie de vértigo. Entonces, echando espumarajos, contesta a las preguntas que le hace el dueño del puerco, profetizando lo por venir y cobrando la cuarta parte de la carne del animal sacrificado. 
Según el Padre Zúñiga, en su tiempo había babailanas (llamadas también catalonas) en el pueblo de Sibalon y reaparecieron cuando la insurrección contra España.
- El contenido de este artículo incorpora material del tomo 7 de la Enciclopedia Universal Ilustrada Europeo-Americana (Espasa), cuya publicación fue anterior a 1945, por lo que se encuentra en el dominio público.

- Datos: Q5715913